# نهر سيتيت
نهر سيتيت  Seteit ويكتب أيضاً سِتَيتْ (بكسر السين وفتح التاء) يعرف في إثيوبيا بنهر تكازي Tekaze( بالأمهرية ተከዜ )، وينبع من أواسط الهضبة الإثيوبية بالقرب من جبل غاشين وبلدة لاليبيلا الإثيوبية المشهورة بآثارها التاريخية، التي نشأت حولها حضارة.

## مسار النهر
يأخذ النهر في بداية مساره من المنبع اتجاه الشمال الأوسط بالهضبة الإثيوبية، ثم يتجه ناحية الغرب، فالشمال ليلتف حول كتلة راس داشان ليعود نحو الغرب مرة أخرى ويشكّل حدودا طبيعية بين إثيوبيا ودولة إريتريا من مقرنه مع نهر تومسا وحتى نقطة حدودية ثلاثية بين البلدين و السودان بالقرب من بلدة الحُمَرا الإثيوبية، وهناك يطلق عليه اسم سيتيت . وبعد دخوله السودان من جهة الشمال الشرقي يلتقي نهر سيتيت مع نهر عطبرة أو العطبراوي كما يعرف محلياً. وواقع الحال إن نهر ستيت يشكل أدنى نهر عطبرة.
يبلغ الإخدود الذي تشكل من النهر في بعض مناطقه أكثر من 2000 متر (6362 قدم ) وهو بذلك أعمق أخدود نهري في أفريقيا و واحد من أعمق أخاديد العالم من نوعه.

## طول مجرى النهر
يبلغ طول مجرى النهر من منبعه في أثيوبيا وحتى نقطة التقائه بنهر عطبرة في السودان 608 كيلومتر (378 ميل ) وتبلغ مساحة حوضه 6800 كيلومتر مربع تقريباً.

## روافده
تصب في النهر عدة روافد ووديان موسمية في أثيوبيا وأريتريا أهمها هي: أنهار تهالي، وميري، وتلاري، وسولو، وإركو)، وجوهواري، وفيرافيرا، وتوكورو، وغومالا. وجميعها تقع في الناحية اليمنى لمجرى النهر من نقطة انطلاقه، أما من الناحية اليسرى، فتصب فيه أنهار ميلي، وبالاغاس، وساها، وبمبيا، وأتابا، وزاريما، وكواليما.
تشكل الوديان الموسمية التي تفيض بالمياه في المواسم المطيرة روافد مهمة للنهر وتعرف في أريتريا والسودان باسم الخيران ( المفرد خور ) وأهمها خور قلوج، وخور قرست، وخور قرقف، وخور بادميت.

## السدود
تقوم على مجرى النهر السدود التالية:
- سد تكازي، في إثيوبيا لإنتاج الطاقة الكهربائية، وطوله 188 متر (617 قدم) وهو سد مقوّس مزدوج به 4 توربينات تنتج مجتمعة 300 ميغاواط من الكهرباء قامت ببنائه الشركة الوطنية الصينية لهندسة الموارد المائية بتكلفة بلغت 360 مليون دولار.[3]
- مجمع سدي أعالي نهر عطبرة وسيتيت في السودان ويتكون من سدين هما:

1. سد أعالي نهر عطبرة وطوله 13 متر وله مفيضاً خرسانياً ومحطة لتوليد الكهرباء طاقتها 120 ميغاواط.
2. سد نهر ستيت وهو سد ترابي ارتفاعه 50 متر وطوله 13 متر وله محطة لتوليد الكهرباء تبلغ طاقتها الإجمالية حوالي 15 ميغاواط بالإضافة إلى مفيض خرساني.

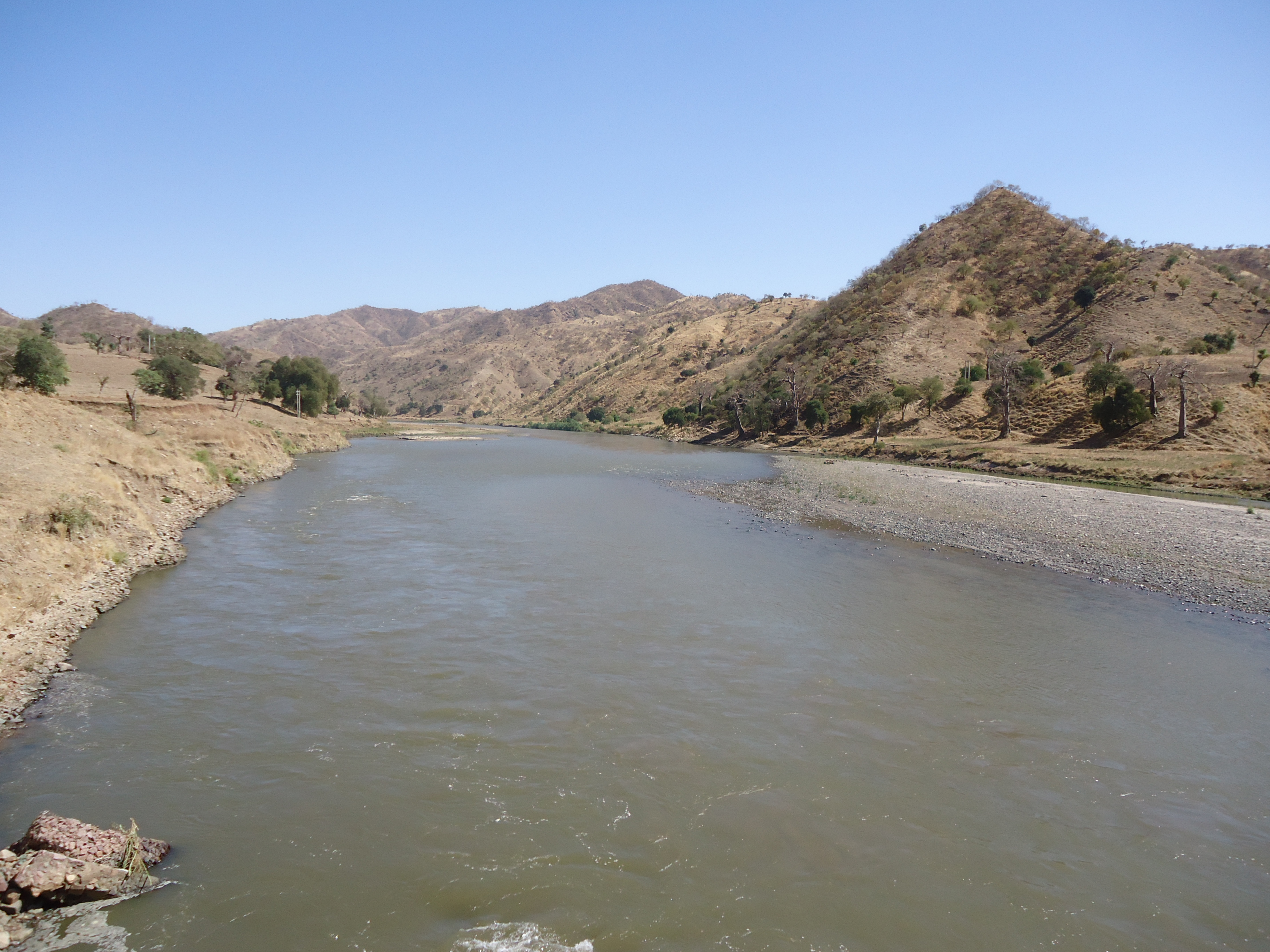
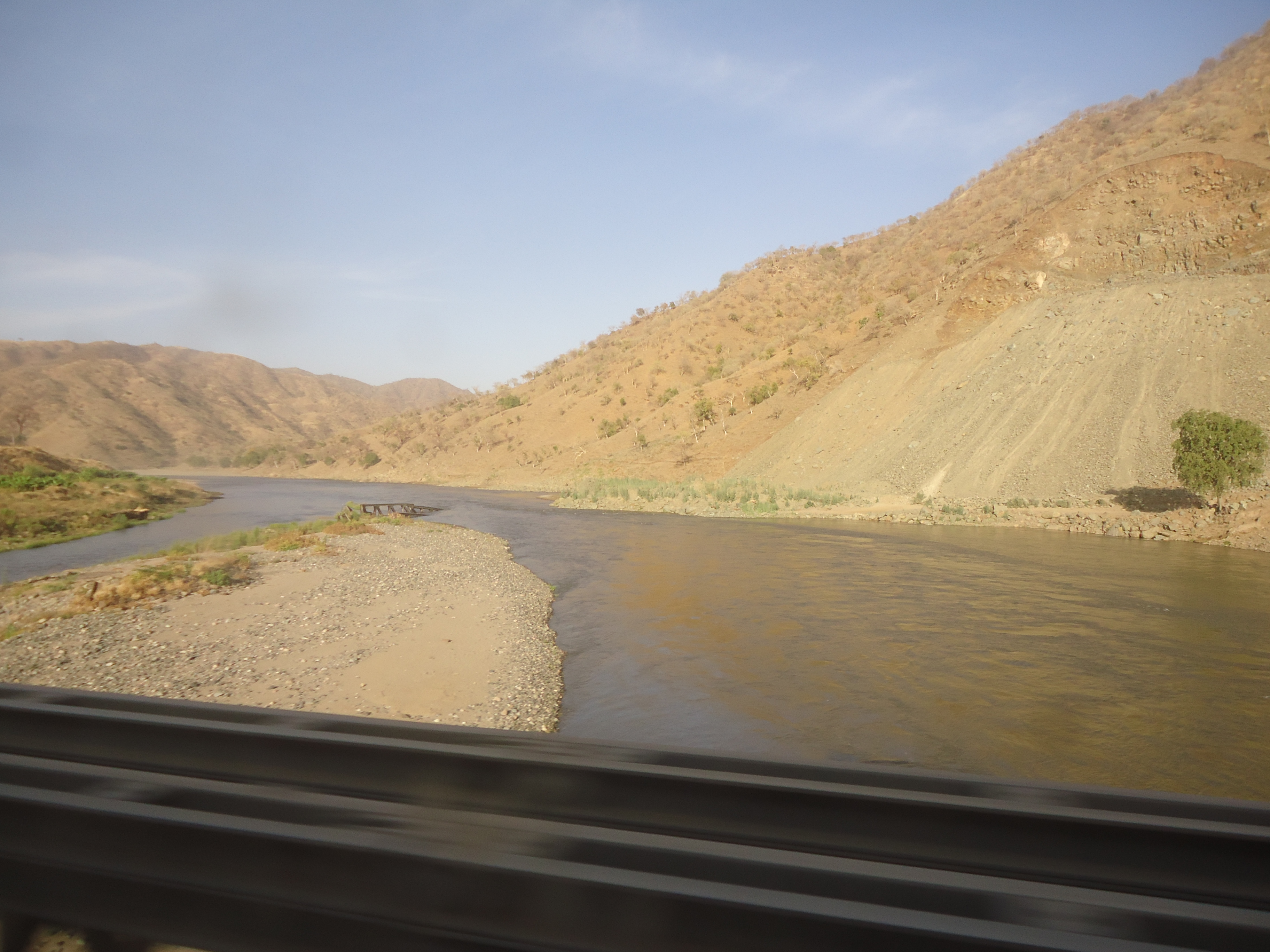
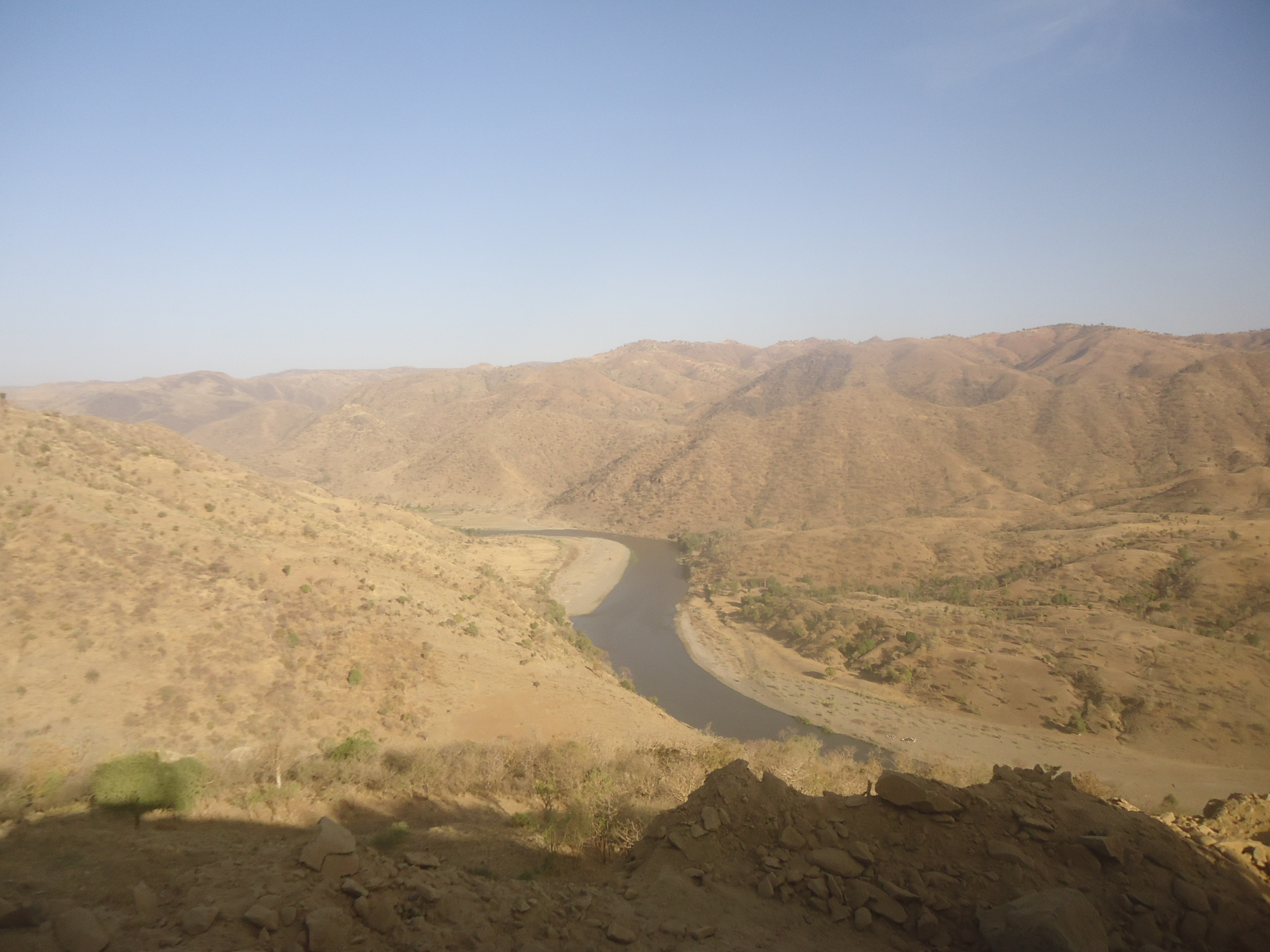